# Tancrède Sauvageau
Pour les articles homonymes, voir Sauvageau.
Tancrède Sauvageau, né le 31 janvier 1819 à Châteauguay, mort le 15 mars 1892 à Saint-Louis dans le Missouri, est un négociant et homme politique canadien, notamment maire de Laprairie-de-la-Madeleine et député de Huntingdon au troisième parlement de la province du Canada.

## Biographie
Joseph-Tancrède-Cyrille Sauvageau est né à Châteauguay le 31 janvier 1819. Il est baptisé le lendemain dans la paroisse Saint-Joachim. Son prénom usuel sera Tancrède. Il est le fils du marchand Alexis Sauvageau, et de Marguerite Bougrette dit Dufort son épouse.
Il effectue de 1830 à 1833 ses études au petit séminaire de Montréal. Devenu marchand, il s'installe à Laprairie. Il y possède plus tard une distillerie.
Comme homme politique, Tancrède Sauvageau commence par être maire de la municipalité de la paroisse de Laprairie-de-la-Madeleine, actuellement La Prairie. Il est ensuite élu en 1848 député de Huntingdon au troisième parlement de la province du Canada. Il siège d'abord avec le groupe canadien-français, puis réformiste. En 1851, il ne se représente pas. C'est son beau-frère Jean-Baptiste Varin qui lui succède.
En janvier 1855, il est nommé registrateur du comté de Huntingdon. Il participe à la fondation de l'Association de la Halle du blé à Montréal, association officiellement reconnue en 1863. Il est plusieurs fois syndic de faillite à Montréal, entre 1860 et 1870. Vers 1872, il part s'installer à Saint-Louis, dans le Missouri. Il y est marchand, et syndic.
Il meurt à Saint-Louis, dans le Missouri, le 15 mars 1892, à 73 ans.
Il avait épousé en octobre 1848, dans la paroisse de La Nativité-de-la-Très-Sainte-Vierge à Laprairie, Marie-Clotilde Raymond, fille de l'homme d'affaires et député Jean-Moïse Raymond, et d'Angélique Marie-des-Anges Leroux d'Esneval. Il est par ce mariage le beau-frère de Jean-Baptiste Varin, et le petit-fils par alliance des députés Jean-Baptiste Raymond et Laurent Leroux.